# Bahnstrecke Gliwice–Pyskowice
| Streckennummer: | 135                  |                                              |                                              |
| Kursbuchstrecke (PKP): | 220                  |                                              |                                              |
| Kursbuchstrecke: | 128h (1934)          |                                              |                                              |
| Streckenlänge: | 5,309 km             |                                              |                                              |
| Spurweite: | 1435 mm (Normalspur) |                                              |                                              |
| Stromsystem: | 3 kV =               |                                              |                                              |
| Streckengeschwindigkeit: | 100 km/h             |                                              |                                              |
| Zweigleisigkeit: | durchgängig          |                                              |                                              |
| |                      |                                              |                                              |
| \| \| \| von Gliwice (Gleiwitz) \| \| \| \| \| Teil des Bahnhofs Gl. Łabędy vor dem Abzweig \| \| \| \| \| \| \| \| \| 0,000 \| Gliwice Łabędy (Laband; Keilbahnhof) \| 215 m \| \| \| \| nach Kędzierzyn-Koźle (Kandrzin) \| \| \| \| 1,977 \| Gliwice Kuźnica (Rotfeld; seit spät. 1943) \| 220 m \| \| \| \| Oberschlesische Sandbahn \| \| \| \| \| von Zabrze Biskupice (Borsigwerk) \| \| \| \| 5,309 \| Pyskowice (Peiskretscham) \| 223 m \| \| \| \| nach Strzelce Opolskie (Groß Strehlitz) \| \| |                      |                                              |                                              |
| Strecke · Strecke |                      | von Gliwice (Gleiwitz)                       | von Gliwice (Gleiwitz)                       |
| Dienststation / Betriebs- oder Güterbahnhof · Dienststation / Betriebs- oder Güterbahnhof |                      | Teil des Bahnhofs Gl. Łabędy vor dem Abzweig | Teil des Bahnhofs Gl. Łabędy vor dem Abzweig |
| |                      |                                              |                                              |
| Bahnhof · Bahnhof | 0,000                | Gliwice Łabędy (Laband; Keilbahnhof)         | 215 m                                        |
| Strecke · Strecke nach links |                      | nach Kędzierzyn-Koźle (Kandrzin)             | nach Kędzierzyn-Koźle (Kandrzin)             |
| Haltepunkt / Haltestelle | 1,977                | Gliwice Kuźnica (Rotfeld; seit spät. 1943)   | 220 m                                        |
| Kreuzung geradeaus unten |                      | Oberschlesische Sandbahn                     | Oberschlesische Sandbahn                     |
| Abzweig geradeaus und ehemals von rechts |                      | von Zabrze Biskupice (Borsigwerk)            | von Zabrze Biskupice (Borsigwerk)            |
| Bahnhof | 5,309                | Pyskowice (Peiskretscham)                    | 223 m                                        |
| Strecke |                      | nach Strzelce Opolskie (Groß Strehlitz)      | nach Strzelce Opolskie (Groß Strehlitz)      |

Die Bahnstrecke Gliwice–Pyskowice (Gleiwitz–Peiskretscham) ist eine zweigleisige und elektrifizierte Eisenbahnstrecke in der polnischen Woiwodschaft Schlesien.

## Verlauf und Zustand

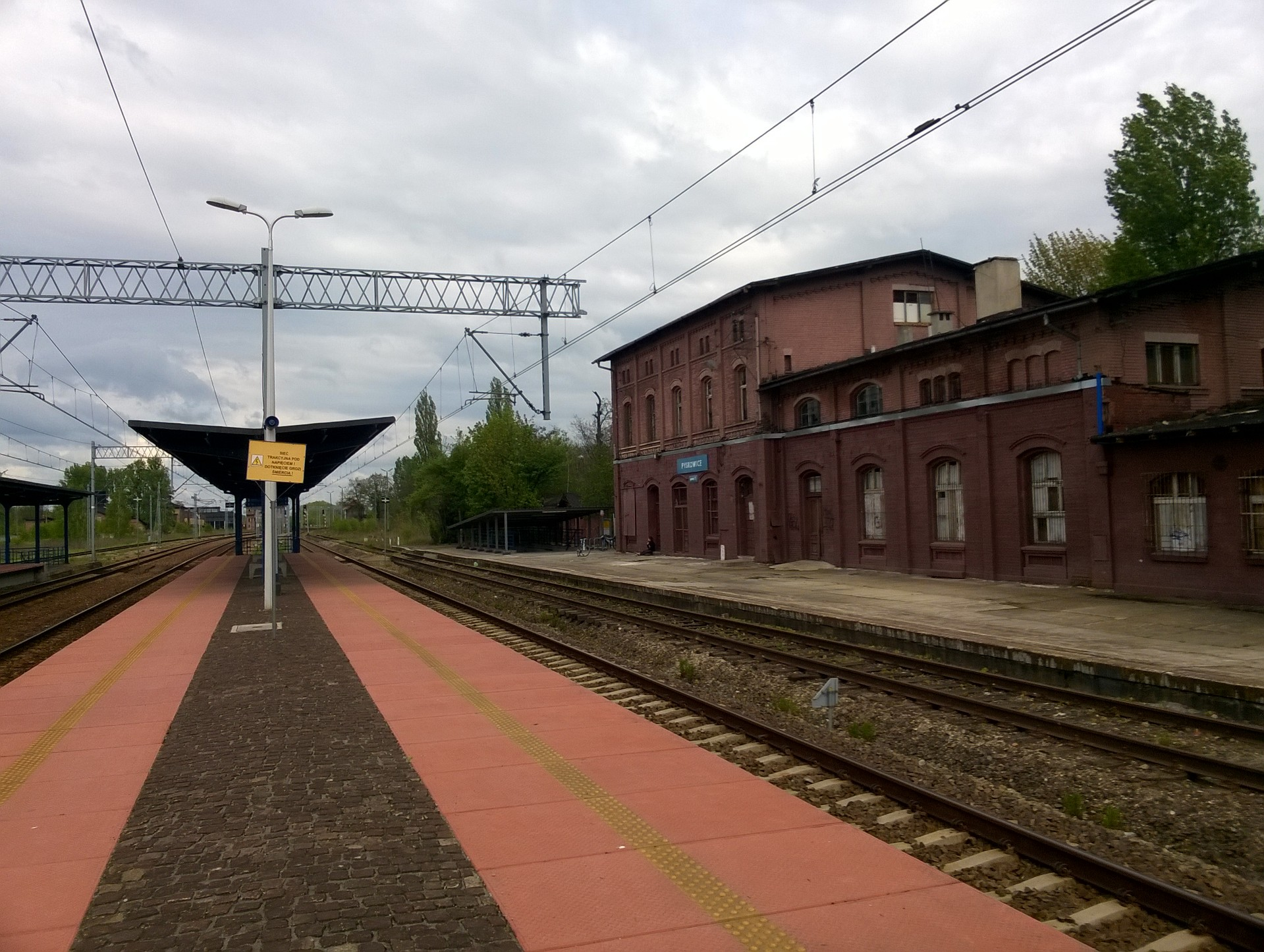
Bahnhof Pyskowice (2016)

Die Strecke beginnt im Keilbahnhof Gliwice Łabędy (Laband) und verläuft nordwestwärts zum Bahnhof Pyskowice (Peiskretscham; km 5,390) an der Bahnstrecke Bytom–Wrocław.
Sie ist durchgängig zweigleisig und elektrifiziert und darf von Personen- und Güterzügen mit hundert Kilometern pro Stunde befahren werden.

## Geschichte
Die Strecke wurde am 1. März 1880 von der bereits staatlich betriebenen Oberschlesischen Eisenbahn eröffnet. Um 1913 wurde sie zweigleisig ausgebaut, und am 3. Oktober 1960 wurde die Elektrifizierung von den Polnischen Staatseisenbahnen fertiggestellt.